# (13423) Bobwoolley
(13423) Bobwoolley (1999 VR22) – planetoida z grupy pasa głównego asteroid okrążająca Słońce w ciągu 4,56 lat w średniej odległości 2,75 j.a. Odkryta 13 listopada 1999 roku.